# René Mariat
René Mariat, né le 12 février 1911 à Lunery (Cher) et mort le 30 novembre 1969 à Lunery (Cher), est un homme politique français, membre du PCF.

## Biographie
Fils d'agriculture, René Mariat travaille comme ouvrier agricole après l'obtention du certificat d'études.
Militant communiste à partir de 1933, il est élu maire adjoint de sa commune natale à l'occasion d'une élection partielle, en février 1939, pour être révoqué quelques mois plus tard, lors de l'interdiction du PCF.
Mobilisé en 1940, il est fait prisonnier et ne revient en France qu'en mai 1945. Il retrouve alors son mandat de maire adjoint, puis est élu maire en 1948, mandat qu'il exerce jusqu'à la fin de sa vie.
Candidat en deuxième position, derrière Marcel Cherrier, aux législatives de 1956 dans le Cher, il est élu député.
Parlementaire assez peu actif, sans responsabilités importantes dans le PCF, il ne semble s'intéresser à l'assemblée qu'aux questions relatives au collectivités locales.
Candidat à sa réélection dans la circonscription de Saint-Amand-Montrond en 1958, il est battu au second tour par le candidat de l'UNR, Ferdinand Roques (37 % contre 62 %).
De nouveau candidat en 1962, il ne parvient pas à retrouver son siège, n'obtenant que 47 % des voix.

## Détail des fonctions et des mandats
Mandat parlementaire
- 2 janvier 1956 - 8 décembre 1958 : Député du Cher